# Jakob Glesnes
Jakob Glesnes (Bergen, 25 marzo 1994) è un calciatore norvegese, difensore dei Philadelphia Union.

## Caratteristiche tecniche
È un difensore centrale.

## Carriera

### Club

#### Løv-Ham
Dopo aver giocato per lo Skogsvåg, Glesnes è entrato nelle giovanili del Løv-Ham nel 2010. L'esordio in prima squadra è arrivato in data 1º maggio 2011, schierato titolare nella vittoria per 1-3 sul campo del Vadmyra in una sfida valida per il primo turno del Norgesmesterskapet. Il 13 giugno successivo ha debuttato in 1. divisjon, impiegato da titolare nella sconfitta per 3-1 maturata in casa del Nybergsund. Il 9 ottobre ha segnato la prima rete con questa maglia, nel corso della partita persa per 6-2 contro lo Strømmen. Glesnes ha totalizzato 16 presenze e una rete nel corso di questo campionato, terminato con la retrocessione in 2. divisjon del Løv-Ham.

#### Fyllingsdalen
Il 20 settembre 2011, il Løv-Ham ha fuso la propria attività con quella del Fyllingen, costituendo una nuova società denominata Fyllingsdalen. La squadra avrebbe giocato in 2. divisjon, ereditando il posto del Løv-Ham. Glesnes è stato confermato nei ranghi della rosa ed ha disputato la prima partita in squadra in data 29 luglio 2012, schierato titolare nella vittoria per 1-3 sul campo del Buvik.
Nel 2013, essendo ancora eleggibile per la manifestazione, si è aggiudicato la finale del Norgesmesterskapet G19 contro il Rosenborg, grazie al successo della sua squadra per 3-2. Glesnes è rimasto in forza al Fyllingsdalen fino al mese di agosto 2015, totalizzando complessivamente 75 presenze e 8 reti in prima squadra, tra campionato e coppa.

#### Åsane
Il 24 luglio 2015, il Fyllingsdalen ha reso noto d'aver ceduto Glesnes in prestito all'Åsane, in 1. divisjon. Ha esordito con questa maglia il 26 luglio, schierato titolare nella sconfitta interna per 0-1 contro il Nest-Sotra. Il difensore ha giocato 14 partite di campionato in questa porzione di stagione, con l'Åsane che ha terminato l'annata all'11º posto in graduatoria. Glesnes ha poi lasciato la squadra per fine prestito.

#### Sarpsborg 08
Il 12 novembre 2015, il Sarpsborg 08 ha ufficializzato sul proprio sito internet l'ingaggio di Glesnes, che ha firmato col nuovo club un contratto biennale valido a partire dal 1º gennaio 2016. Ha scelto la maglia numero 23. Ha debuttato in Eliteserien il 13 marzo 2016, schierato titolare nella sconfitta casalinga per 0-1 contro l'Haugesund. Il 9 giugno successivo ha rinnovato il contratto che lo legava al club fino al 2019. Glesnes è rimasto in forza al Sarpsborg 08 fino al mese di agosto 2016, totalizzando complessivamente 16 presenze tra campionato e coppa.

#### Strømsgodset
Il 1º agosto 2016, lo Strømsgodset ha reso noto d'aver acquistato Glesnes, che ha firmato un contratto quadriennale con la nuova squadra. Il giocatore ha scelto la maglia numero 5. Ha esordito in squadra il 14 agosto, schierato titolare nel pareggio interno per 1-1 contro lo Start.
Il 24 marzo 2017 è stato nominato nuovo capitano dello Strømsgodset. Il 29 maggio successivo ha trovato la prima rete in Eliteserien, nel 4-2 inflitto al Viking. Il 27 novembre 2017 è stato votato come sportivo modello alla Fotballfesten.

#### Philadelphia Union
Il 31 gennaio 2020 si è trasferito ai Philadelphia Union. Debutta il 29 febbraio in occasione della sconfitta per 2-0 contro Dallas, mentre la settimana dopo (il 9 marzo) segna la sua prima rete con il club su punizione da oltre 35 metri nel 3-3 contro il Los Angeles FC; la sua rete ha ricevuto il premio di rete della settimana della MLS.

### Nazionale
Glesnes ha rappresentato la Norvegia a livello Under-17 e Under-21. Per quanto concerne quest'ultima selezione, ha ricevuto la prima convocazione in data 29 settembre 2016, selezionato dal commissario tecnico Leif Gunnar Smerud in vista delle sfide contro Svizzera e Kazakistan, rispettivamente del 7 e 11 ottobre successivi. Nella prima di queste ha così effettuato il proprio esordio, subentrando a Martin Ødegaard nel secondo tempo della gara, vinta dagli scandinavi per 2-1.
Viene convocato per la prima volta in Nazionale maggiore nell'ottobre 2019.

## Statistiche

### Presenze e reti nei club
Statistiche aggiornate al 19 luglio 2025.
| Stagione                  | Club                      | Campionato                | Campionato | Campionato | Coppe nazionali | Coppe nazionali | Coppe nazionali | Coppe continentali | Coppe continentali | Coppe continentali | Supercoppe | Supercoppe | Supercoppe | Totale | Totale |
| Stagione                  | Club                      | Comp                      | Pres       | Reti       | Comp            | Pres            | Reti            | Comp               | Pres               | Reti               | Comp       | Pres       | Reti       | Pres   | Reti   |
| ------------------------- | ------------------------- | ------------------------- | ---------- | ---------- | --------------- | --------------- | --------------- | ------------------ | ------------------ | ------------------ | ---------- | ---------- | ---------- | ------ | ------ |
| 2011                      | Løv-Ham                   | 1D                        | 16         | 1          | CN              | 1               | 0               | -                  | -                  | -                  | -          | -          | -          | 17     | 1      |
| 2012                      | Fyllingsdalen             | 2D                        | 11         | 0          | CN              | 0               | 0               | -                  | -                  | -                  | -          | -          | -          | 11     | 0      |
| 2013                      | Fyllingsdalen             | 2D                        | 21         | 2          | CN              | 2               | 1               | -                  | -                  | -                  | -          | -          | -          | 23     | 3      |
| 2014                      | Fyllingsdalen             | 2D                        | 24         | 3          | CN              | 3               | 1               | -                  | -                  | -                  | -          | -          | -          | 27     | 4      |
| gen.-ago. 2015            | Fyllingsdalen             | 2D                        | 11         | 1          | CN              | 3               | 0               | -                  | -                  | -                  | -          | -          | -          | 14     | 1      |
| Totale Fyllingsdalen      | Totale Fyllingsdalen      | Totale Fyllingsdalen      | 67         | 6          |                 | 8               | 2               |                    | -                  | -                  |            | -          | -          | 75     | 8      |
| ago.-dic. 2015            | Åsane                     | 1D                        | 14         | 0          | CN              | -               | -               | -                  | -                  | -                  | -          | -          | -          | 14     | 0      |
| gen.-ago. 2016            | Sarpsborg 08              | ES                        | 14         | 0          | CN              | 2               | 0               | -                  | -                  | -                  | -          | -          | -          | 16     | 0      |
| ago.-dic. 2016            | Strømsgodset              | ES                        | 11         | 0          | CN              | 2               | 0               | UEL                | -                  | -                  | -          | -          | -          | 13     | 0      |
| 2017                      | Strømsgodset              | ES                        | 28         | 2          | CN              | 3               | 0               | -                  | -                  | -                  | -          | -          | -          | 31     | 2      |
| 2018                      | Strømsgodset              | ES                        | 30         | 1          | CN              | 6               | 0               | -                  | -                  | -                  | -          | -          | -          | 36     | 1      |
| 2019                      | Strømsgodset              | ES                        | 30         | 0          | CN              | 2               | 0               | -                  | -                  | -                  | -          | -          | -          | 32     | 0      |
| Totale Strømsgodset       | Totale Strømsgodset       | Totale Strømsgodset       | 99         | 3          |                 | 13              | 0               |                    | -                  | -                  |            | -          | -          | 112    | 3      |
| 2020                      | Philadelphia Union        | MLS                       | 16+1       | 1          | -               | -               | -               | -                  | -                  | -                  | MISB       | 3          | 0          | 20     | 1      |
| 2021                      | Philadelphia Union        | MLS                       | 34+2       | 3+1        | -               | -               | -               | CCL                | 6                  | 0                  | -          | -          | -          | 42     | 4      |
| 2022                      | Philadelphia Union        | MLS                       | 34+3       | 0          | USOC            | 1               | 0               | -                  | -                  | -                  | -          | -          | -          | 38     | 0      |
| 2023                      | Philadelphia Union        | MLS                       | 31         | 2          | USOC            | 0               | 0               | CCL                | 5                  | 0                  | LC         | 7          | 0          | 43     | 2      |
| 2024                      | Philadelphia Union        | MLS                       | 32         | 2          | -               | -               | -               | CCC                | 4                  | 0                  | LC         | 7          | 0          | 43     | 2      |
| 2025                      | Philadelphia Union        | MLS                       | 22         | 1          | USOC            | 2               | 0               | -                  | -                  | -                  | LC         | 0          | 0          | 24     | 1      |
| Totale Philadelphia Union | Totale Philadelphia Union | Totale Philadelphia Union | 169+6      | 9+1        |                 | 3               | 0               |                    | 15                 | 0                  |            | 17         | 0          | 210    | 10     |
| Totale                    | Totale                    | Totale                    | 385        | 20         |                 | 27              | 2               |                    | 15                 | 0                  |            | 17         | 0          | 444    | 22     |

## Palmarès

### Club

#### Competizioni giovanili
- Norgesmesterskapet G19: 1

Fyllingsdalen: 2013

#### Competizioni nazionali
- MLS Supporters' Shield: 1

Philadelphia Union: 2020

### Individuale
- MLS Best XI: 1

2022